# Jean Rapp
Pour les articles homonymes, voir Rapp.
Jean, comte Rapp, né à Colmar le 27 avril 1771 et mort à Rheinweiler le 8 novembre 1821, est un général et homme politique français de la Révolution et de l’Empire.

## Biographie

### Origines
Né à Colmar dans l'ancienne douane, Jean Rapp, cousin germain du général Kessel et neveu de Jean-Georges Edighoffen, suit d'abord de longues études théologiques pour devenir pasteur, mais il ne semble pas avoir la vocation : il est grand, fort, robuste, d'un tempérament bagarreur. En mars 1788, il préfère donc s'engager dans les chasseurs des Cévennes, et y fut nommé brigadier-fourrier le 1er janvier 1791, et maréchal-des-logis le 16 mai 1793.

### Guerres révolutionnaires
Il a déjà fait les premières guerres de la Révolution à l’armée de la Moselle et à celle du Rhin, lorsqu’il obtient le grade de sous-lieutenant le 3 avril 1794. Envoyé à l’armée des Alpes, il devint lieutenant le 22 septembre 1794. Bientôt après, il passe à l’armée du Rhin. Il ne tarde pas à se distinguer par son courage et sa fougue, tout en collectionnant les blessures.
À la fin de l'année 1796, il devient l'aide de camp du général Desaix qui le nomme capitaine le 19 décembre 1796 et l'emmène avec lui lors de la campagne d'Égypte. Il lui voue, à partir de cette époque, une affection qui ne se démentira jamais.

### Campagne d'Égypte
En Égypte, de nouveaux combats lui valent de nouveaux succès. Jean Rapp s'y fait remarquer au combat de Sediman le 7 octobre 1798, en capturant l’artillerie ennemie, un exploit qui lui vaut d'être promu chef d'escadron. 
À la journée du 22 janvier 1799, envoyé en reconnaissance, il marche sur les avant-postes des Mamelouks, les met en fuite, pénètre dans le village de Samanhoud, et soutient une lutte inégale, dans laquelle il aurait infailliblement succombé, si les carabiniers de la 21e légère ne l’eussent promptement dégagé. Grièvement blessé d’un coup de kandjar à l’épaule gauche, il se rend au Caire pour se faire soigner. Élevé au grade de chef de brigade le 14 février 1799, Rapp suit son général en Europe.

### Guerres napoléoniennes
Après la campagne d'Égypte, toujours dans le sillage de Desaix qu'il vénère, Jean Rapp revient en Europe et se trouve à la bataille de Marengo le 14 juin 1800, lorsque Desaix tombe frappé à mort. Il porte au général Napoléon Bonaparte les dernières paroles de ce jeune héros et devient, à cette date, l’aide-de-camp du Premier consul, poste qu'il occupe jusqu'en 1814.

#### Jean Rapp aide de camp de Napoléon Bonaparte
À ce titre, il est chargé de nombreuses missions de confiance par Napoléon Bonaparte, en Vendée, en Suisse et en Belgique.
Chargé en l’an X, d’une mission importante dans les cantons suisses, il somme les insurgés de Berne de suspendre les hostilités, fait évacuer Fribourg qui a été enlevée pendant l’armistice, et somme la diète de Schwitz d'accepter la médiation que lui offre le chef du gouvernement français. Le colonel Rapp part pour Coire au mois de novembre 1802, fait comparaître devant lui le petit conseil de cette ville et contraint la municipalité à se dissoudre.
Revenu à Paris, il accompagne le premier Consul dans son voyage en Belgique, obtient le brevet de général de brigade le 29 août 1803, puis il se rend sur les bords de l’Elbe, pour y faire élever des redoutes et prendre des mesures défensives en cas d’un débarquement des Anglais. À son retour en France, créé membre de la Légion d'honneur le 11 décembre 1803, il en devient commandeur le 14 juin 1804.
Au mois d'avril 1805, il épouse, mademoiselle Barbe Rosalie Joséphine Vanlerberghe (1790-1879), fille du riche négociant Ignace-Joseph Vanlerberghe, enrichi comme fournisseur aux armées, propriétaire de la folie Beaujon.

#### Austerlitz

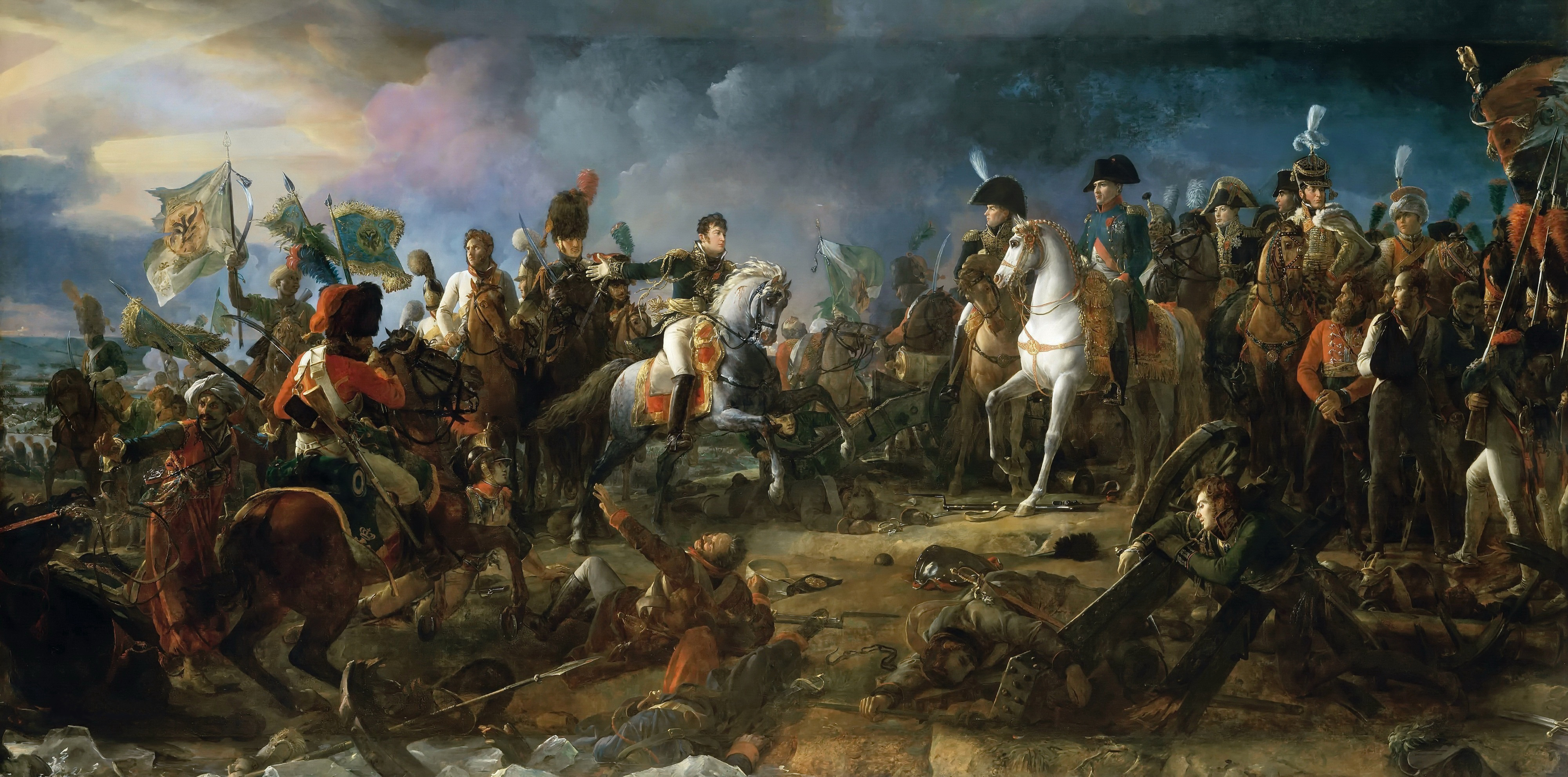
Le général Rapp informant l'Empereur de sa charge victorieuse contre la Garde impériale russe à la bataille d'Austerlitz, Gérard.

Il se distingue sur le champ de bataille d'Austerlitz. C'est lui qui, sur les hauteurs de Pratzen, venge la défaite d’un bataillon du 4e de Ligne et du 24e Léger, que les fausses manœuvres de leurs chefs ont placé en situation périlleuse. Rapp et ses 375 mamelouks de la cavalerie de la Garde chargent les Russes en criant : « Faisons pleurer les dames de Saint-Pétersbourg ».
Il charge à Austerlitz en prenant la tête des Mamelouks et des grenadiers à cheval et en percutant les Chevaliers-Gardes de la Garde impériale russe. Il porte le désordre dans leurs rangs, fait prisonnier le prince Repnine, l’un des colonels des Chevaliers-Gardes, et s’empare de l’artillerie et de tous les bagages des troupes qui lui sont opposées.
Promu général de division, il participe activement à la Campagne de Prusse et de Pologne entre 1806 et 1807. Chargé de poursuivre les fuyards après la bataille d'Iéna le 14 octobre 1806, il pénètre parmi les premiers dans Weimar. À Naziesk, il taille en pièces le corps de cavalerie du général russe Kaminskoi. Enfin le 26 décembre, au cours de la difficile bataille de Golymin, il soutient une lutte opiniâtre contre des masses d’infanterie et a le bras gauche fracassé par une balle. Il n’est pas encore guéri de sa blessure quand il remplace le 2 juin 1807, dans le poste de gouverneur de Dantzig, le maréchal Lefebvre qui vient de s’emparer de cette place. Le 23 décembre de la même année, il est fait chevalier de l'ordre de la Couronne de fer.

#### Il sauve la vie de NapoléonIerà plusieurs reprises
Pendant deux ans, il exerce les fonctions importantes de gouverneur de Dantzig ; les habitants lui décernent une épée enrichie de diamants sur laquelle on lisait une inscription, et Napoléon le nomme le 28 janvier 1809, comte de l'Empire avec une dotation de 25 000 francs sur le domaine de Hitzacker situé en Hanovre.
La guerre se rallume cette année dans le Nord avec une nouvelle fureur : la Bavière est envahie par les Autrichiens ; Napoléon accourt à la rencontre de l’ennemi. L’armée française triomphe à Eckmühl, à Ebersberg, et se porte rapidement sur Vienne. Pendant qu’elle s’avance sur les rives du Danube, les Autrichiens descendent ce fleuve par l’autre rive.
Jean Rapp est toujours aux premiers postes, sur la ligne de feu : à Essling le 20 mai 1809, c'est lui qui charge à la tête des fusiliers de la Garde impériale et rétablit la situation.[réf. nécessaire]
À Schönbrunn le 12 octobre 1809, Jean Rapp empêche le jeune Frédéric Staps d'assassiner Napoléon.
Revenu à Paris en 1810, à l’époque du divorce de Napoléon Ier et Joséphine de Beauharnais, Rapp ne craint pas de blâmer la conduite de son maître. Cette franchise lui vaut l’ordre de retourner dans son gouvernement de Dantzig. Il n’en est pas moins créé grand officier de la Légion d'honneur le 30 juin 1811. Il donne toutefois une nouvelle preuve de sa sincérité à l’Empereur en condamnant l’expédition projetée au-delà du Niémen, dont il prévoyait les funestes résultats.

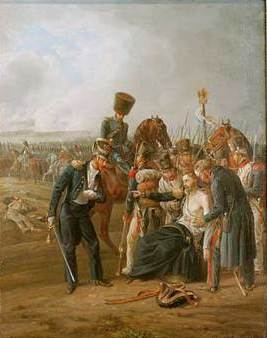
Le général Jean Rapp, blessé à la bataille de Borodino, Albrecht Adam, 1826.

Les troupes françaises marchent sur le Niémen, le franchissent, culbutent les Russes à Ostrovno, à Smolensk, et arrivent à la Moskova, où l’armée ennemie a rassemblé la plus grande partie de ses forces, évaluées à 130 000 hommes. Il est blessé de quatre balles à la bataille de la Moskova (5-7 septembre 1812).
Quoiqu’il ne soit pas remis de ses blessures, on le voit se signaler de nouveau à la bataille de Maloyaroslavets, où il a un cheval tué sous lui. Il sauve encore une fois la vie de l'Empereur en repoussant une attaque de Cosaques à Gorodnia. Il est à nouveau blessé au passage de la Bérézina en combattant en arrière-garde aux côtés de Michel Ney. Il concourt à sauver l’artillerie française qui se trouve compromise sur ce point, et y reçoit sa vingt-quatrième blessure.
Napoléon Ier l’envoie ensuite prendre le commandement de Dantzig, où il doit soutenir un siège très dur pendant près d’un an du 12 janvier 1813 au 29 novembre 1813. L’Empereur récompense le dévouement de Rapp en le nommant commandant en chef du 10e corps de la grande armée le 12 mars 1813, et grand-croix de l'ordre de la Réunion le 3 avril 1813
Le général Rapp tente de vaillantes sorties pour lasser les forces réunies des Russes, commandées par le duc de Wurtemberg, mais la famine, une épidémie cruelle, et l’hiver avec ses pluies et ses glaces, touchent les deux tiers de son armée. Pour conserver à la France le reste de ses soldats, le général français se décide à entrer en négociations pour la reddition de la place.
Le 27 novembre, il conclut une convention honorable qui porte en substance, que le 10e corps rentrerait en France avec son artillerie, ses armes et tous ses bagages. Toutefois, alors que les troupes alliées sont sorties de Dantzig,  le général Rapp apprend que l’empereur Alexandre refuse de ratifier la capitulation et que sa garnison sera conduite en Russie jusqu’à son parfait échange ; Rapp proteste avec énergie, mais est forcé de se soumettre. C'est à Kiev, en Ukraine, qu’il apprend la chute de Napoléon en 1814. Il  revient à Paris au mois de juillet suivant et rallie le nouveau pouvoir : il est accueilli avec distinction par Louis XVIII. Créé chevalier de Saint-Louis le 3 août, il obtient le grand cordon de la Légion d'honneur le 23 du même mois.

### Les Cent-Jours

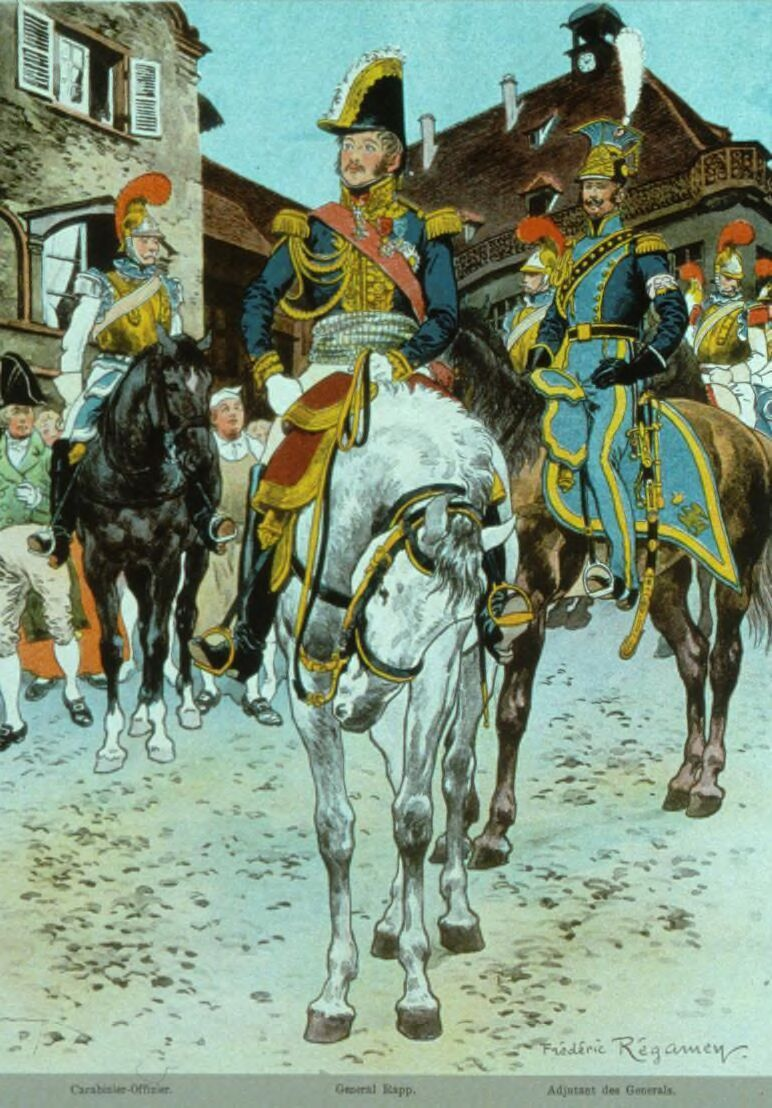
Le général Rapp et son état-major en Alsace pendant les Cent-Jours (dessin de Frédéric Régamey, 1911).

Après avoir montré une certaine hésitation à se rallier à Napoléon pendant les Cent-Jours, Jean Rapp est élu député du Haut-Rhin. En mars 1815, Rapp se range sous les drapeaux de son ancien souverain, qui le nomme le 16 avril commandant en chef de l’armée du Rhin, et pair de France le 2 juin suivant. L’armée dont il se hâte de prendre le commandement, forte de 18 900 hommes, doit défendre, de concert avec le corps du Haut-Rhin et de la Moselle, la chaîne des Vosges, depuis Belfort jusqu’à Bitche.
Le désastre de Waterloo rend inutiles ses dispositions et ses efforts. Lorsque les soldats apprennent la défaite de l’armée du Nord et l’abdication de Napoléon, un découragement universel s’introduit dans leurs rangs.

### Sous la Restauration
Après Waterloo, Jean Rapp est tenu à l'écart quelque temps, car il a résisté aux assauts ennemis jusqu'en juillet 1815.
Après son licenciement, le général Rapp se retire en Argovie (Suisse), où il fait, en 1816, l’acquisition du château de Wildenstein.
Le 12 janvier 1816, à Strasbourg, il épouse Albertine-Charlotte de Rotberg (1797-1842), qui lui donnera deux enfants, Max (1816-1828) et Émilie-Mélanie « Mathilde » (1817-1899), future épouse d'Adrian John Hope (d) (1811-1863).
Lorsque le danger des réactions est passé, Rapp revient en 1817 à Paris. Une ordonnance royale du 22 juillet 1818 le met en disponibilité. Créé pair de France par Louis XVIII le 5 mars 1819, il est nommé, quelque temps après, premier chambellan et maître de la garde-robe en 1820.
Le 8 novembre 1821, Jean Rapp meurt à Rheinweiler, en pays de Bade, d'un cancer à l'estomac. Il est inhumé au cimetière du Ladhof (Colmar) et son cœur est déposé à l'église protestante Saint-Matthieu (Colmar).

## Distinctions

### Titres
- 1er Comte Rapp et de l'Empire (décret du 19 mars 1808, lettres patentes signées à Paris le 28 janvier 1809)[14]
- Pair de France[15] :
  - Baron-pair le 5 mars 1819,
  - Lettres patentes du 14 avril 1820.
- Premier chambellan du Roi (26 novembre 1820 - 8 novembre 1821[12]).

### Décorations
| Grand cordon de la Légion d'Honneur   | Grand-croix de l'ordre de la Réunion | Commandeur de Saint-Louis                                        | Chevalier de l'ordre de la Couronne-de-Fer |
| Grand-croix de l'Ordre de la Fidélité | Ordre du Lion de Bavière             | Grand-croix de l'Ordre militaire de Maximilien-Joseph de Bavière |                                            |

 Empire français puis  Royaume de France
- Légion d'honneur[16] :
  - Légionnaire (19 frimaire an XII : 11 décembre 1803), puis,
  - Commandant (25 prairial an XII : 14 juin 1804), puis,
  - Grand officier (30 juin 1811), puis,
  - Grand cordon de la Légion d'honneur (23 août 1814) ;
- Grand-croix de l'Ordre de la Réunion (3 avril 1813[12]) ;
- Ordre royal et militaire de Saint-Louis :
  - Chevalier (3 août 1814), puis,
  - Commandeur de Saint-Louis[16] (1er mai 1821[12]) ;

 Royaume d'Italie
- Chevalier de l'ordre de la Couronne de fer (23 décembre 1807[12]) ;

 Grand-duché de Bade
- Grand-croix de l'Ordre de la Fidélité ;

 Royaume de Bavière
- Grand-croix de l'ordre du Lion « de Bavière »[17] ;
- Grand-croix de l'ordre militaire de Maximilien-Joseph de Bavière.

### Hommage, honneurs, mentions...
- Le nom de RAPP est gravé au côté Est (14e colonne) de l’arc de triomphe de l'Étoile, à Paris.
- En 1856 une statue du général Rapp, réalisée par Bartholdi dont c'est le premier monument public, est érigée sur le Champ-de-Mars à Colmar[18].
- L'avenue Rapp dans le 7e arrondissement de Paris, la rue Rapp à Colmar et également la rue Rapp à Strasbourg.
- Le fort Moltke, fort de type von Biehler à fossé sec appartenant à la ceinture fortifiée de Strasbourg, situé à Reichstett, fut renommé fort Rapp en 1918.
- Les objets du culte[19] (calice, ciboire, ostensoir et burettes en argent), de l'église Saint-Vigor, à Brucourt, comportent tous les armes du comte-général d'Empire, qui en fit don en 1807 à l'église du village où il venait fréquemment en villégiature[20] ;
- Le fort des Hautes Perches, construit en 1874-1877 (place fortifiée de Belfort) a été baptisé fort Rapp, du nom du général.

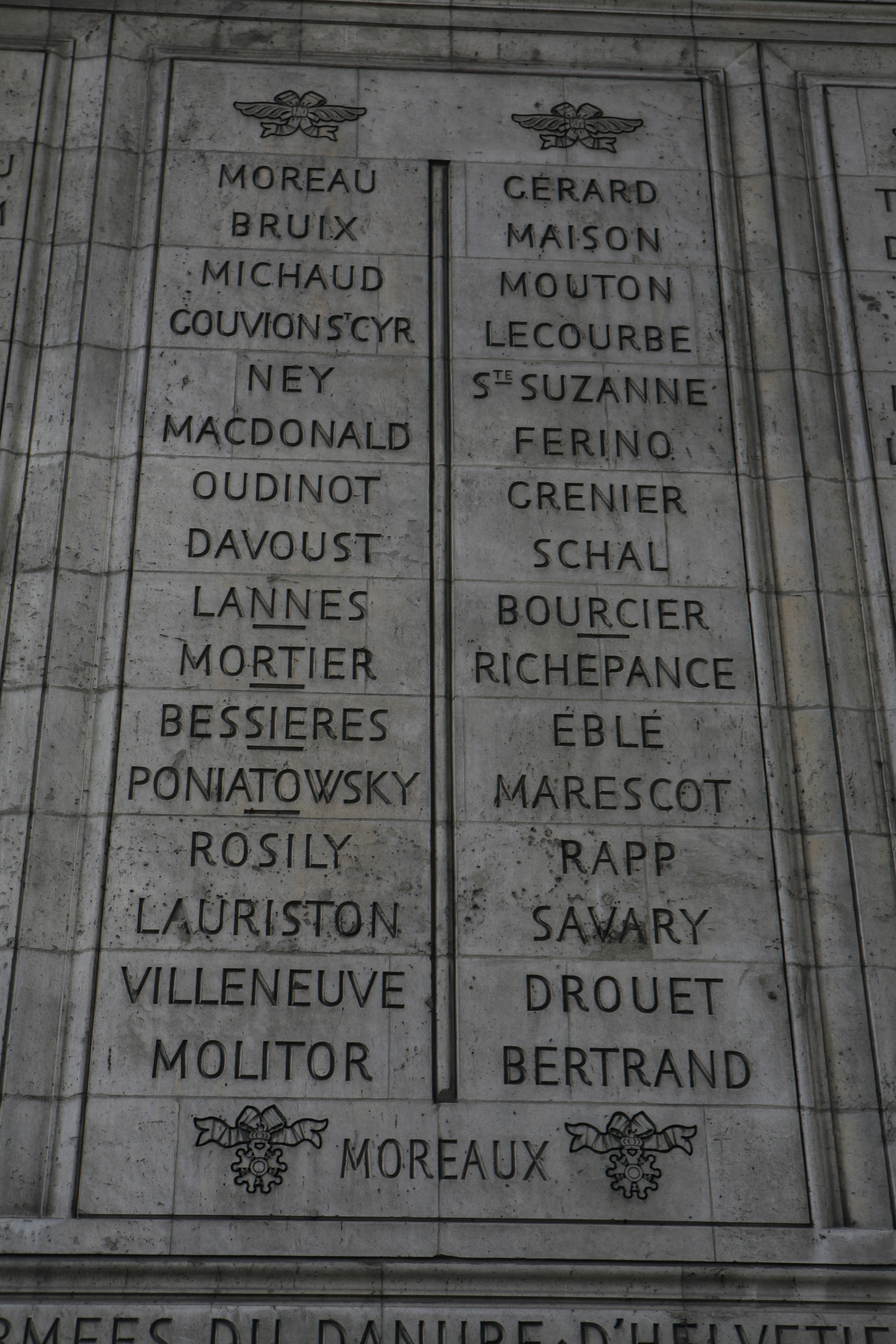
Noms gravés sous l'arc de triomphe de l'Étoile : pilier Est, 13e et 14e colonnes.
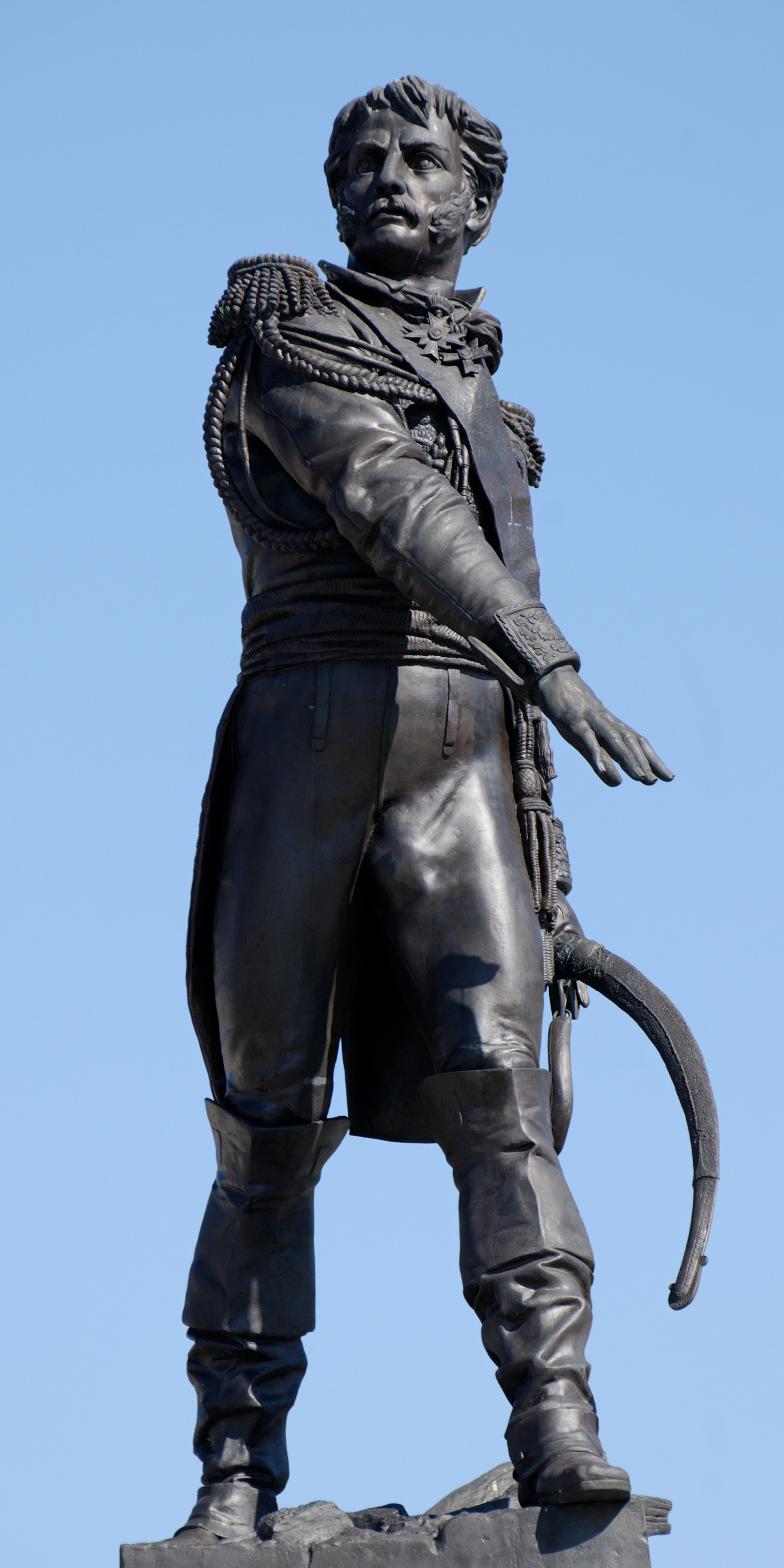
Statue du général Rapp à Colmar (Bartholdi)
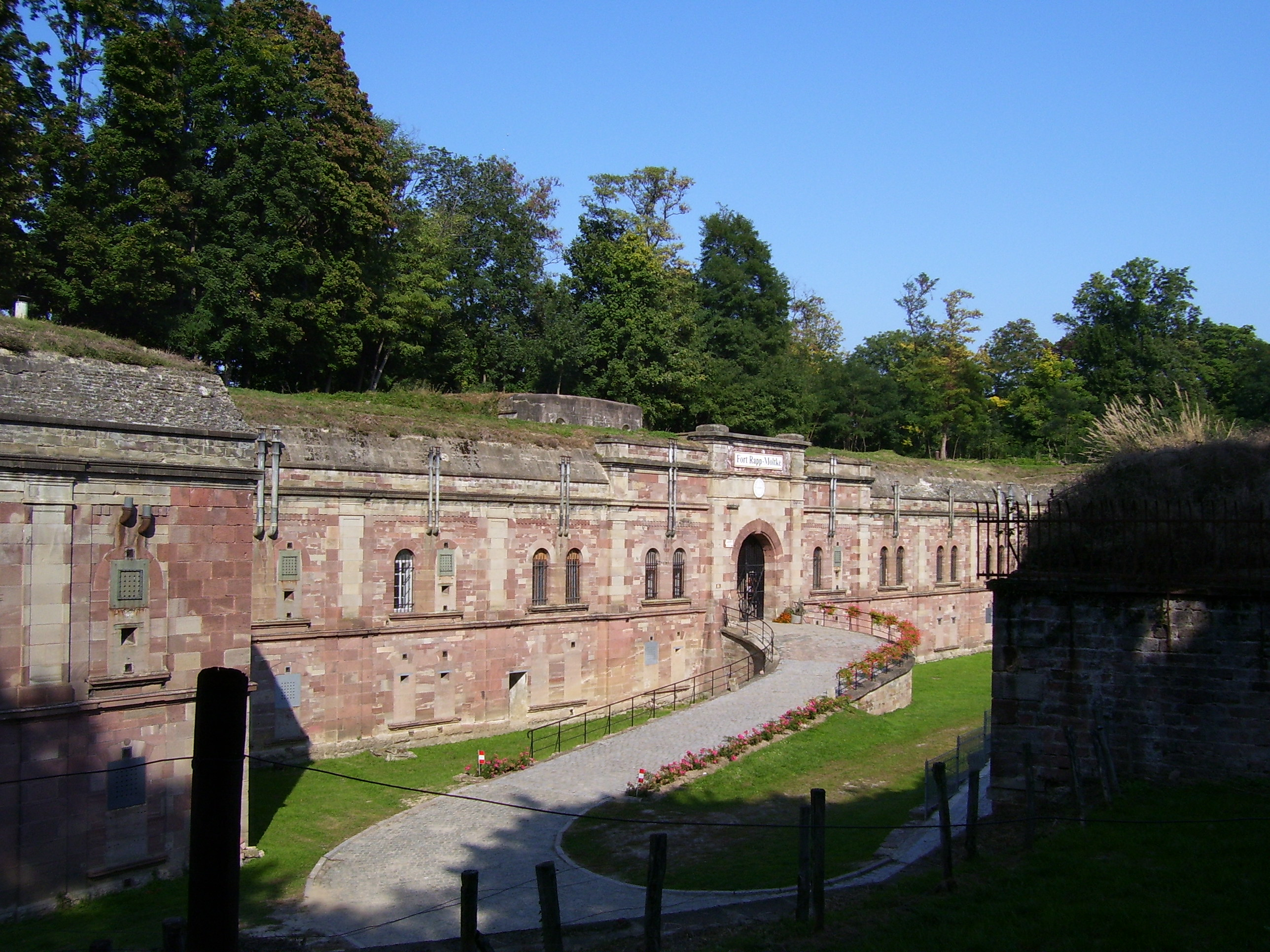
Entrée du fort Rapp
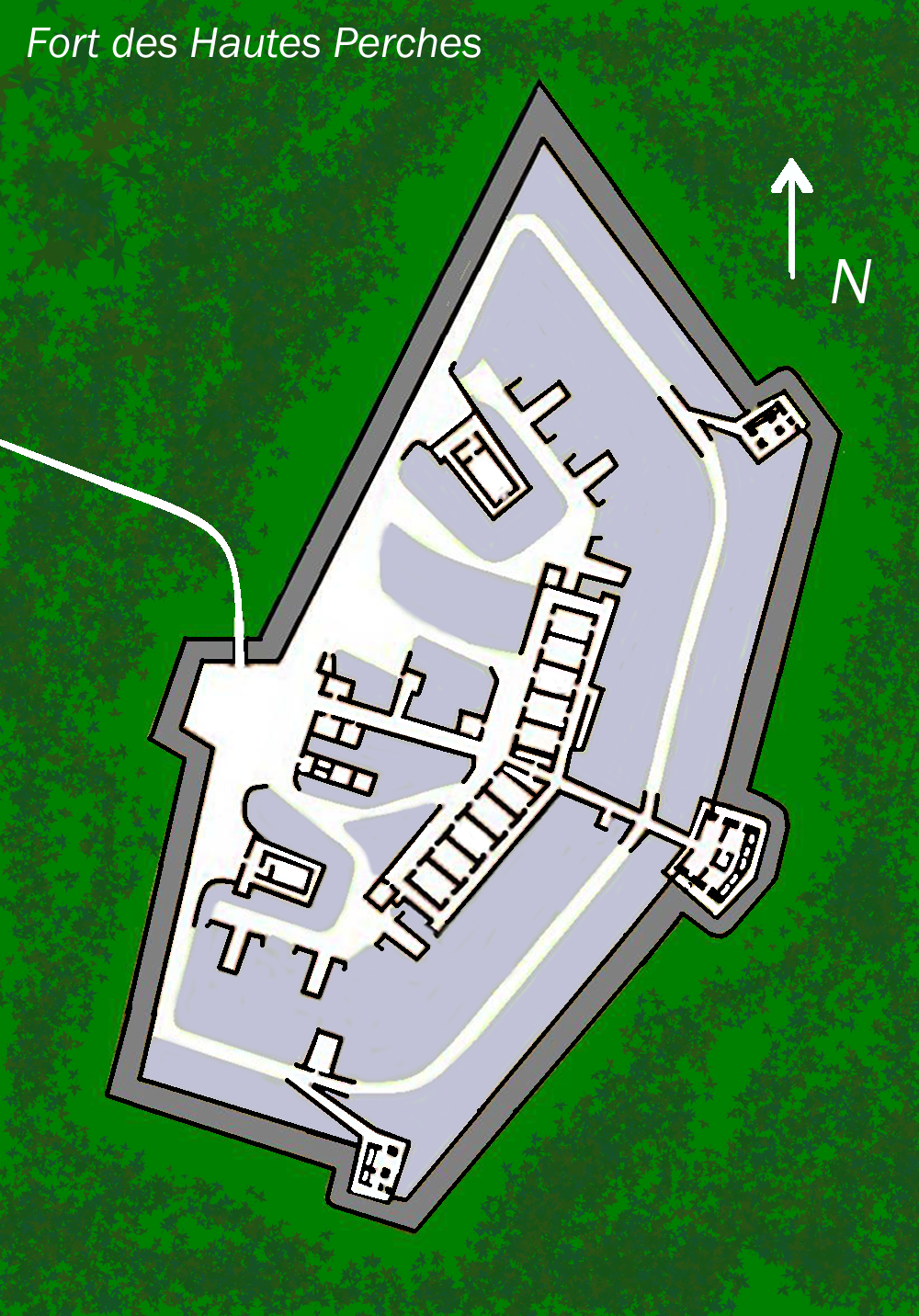
Fort des Hautes Perches

## Armoiries
| Image | Armoiries |
| ----- | --- |
|       | Armes du comte Rapp et de l'Empire Écartelé, au premier des comtes tirés de l'armée ; au deuxième de gueules au vol ouvert d'or surmonté de trois étoiles deux et une d'argent ; au troisième de gueules au cavalier monté, armé, cuirassé, et casqué à l'antique, d'or, soutenu d'une terrasse de sinople et surmonté d'un comble d'or au lion passant de sable lampassé de gueules ; au quatrième d'azur au palmier d'or terrassé de sable brochant sur un crocodile passant d'argent et accosté d'un ibis d'or tenant au bec un serpent de même. - Livrées : bleu, rouge et jaune. |
|       | Armes du comte Rapp, baron-pair Écartelé : au 1 d'arzur, à l'épée haute d'argent, montée d'or; au 2, de gueules, au vol ouvert d'or surmonté de trois étoiles d'argent, 2, 1 ; au 3, de gueules, au cavalier monté, armé, cuirassé et casqué à l'antique d'or, soutenu d'une terrasse de sinople et surmonté d'un comble d'or, chargé d'un lion passant de sable, lampassé de gueules; au 4, d'azur, au palmier d'or, terrassé de sable, brochant sur un crocodile passant d'argent, et accosté d'un ibis d'or et tenant dans son bec un serpent du même.                             |